# Doctor Cheezy
Doctor Cheezy is een televisieserie van de VPRO die gaat over vier dikke kinderen, Benjy, Liewe, Faris en Talisha die uit een dieetkamp ontsnappen samen met de dochter van de eigenaar van het kamp, Fee. Ze gaan op zoek naar het restaurant Doctor Cheezy om daar te gaan eten.

## Verhaal
Benjy, Liewe, Faris, Talisha zitten op een dieetkamp om af te gaan vallen. De dochter van de kamphouders Fee weet samen met de andere te ontsnappen uit dit kamp om op zoek te gaan naar de Doctor Cheezy. Doctor Cheezy is een fastfoodketen met vet eten. Onderweg naar dit fastfoodrestaurant raken de vijf kinderen de weg kwijt en zijn ze verdwaald. Uiteindelijk gaan ze de weg terug zoeken om weer bij het kamp te komen. Tijdens deze terugreis leren de kinderen elkaar beter kennen en zijn in de loop der tijd heel goede vrienden van elkaar geworden.

## Nominatie
Doctor Cheezy is in 2012 genomineerd voor de Prix Jeunesse. Dat is een internationale televisieprijs. De serie was genomineerd uit meer dan 320 inzendingen uit ongeveer 70 landen. Toen de prijzen op 1 tot 6 juni werden bekendgemaakt in München viel de serie niet in de prijzen.

## Rolverdeling
| Huidige hoofdpersonages |           |              |
| Acteur                  | Personage | Afleveringen |
| Tim Hildering           | Benjy     | 8            |
| Sheraino Misiedjan      | Faris     | 8            |
| Dyon Wilkens            | Liewe     | 8            |
| Anne Jongsma            | Fee       | 8            |
| Ynoëlla Elumbat         | Talisha   | 8            |

| Overige rollen       |                      |              |
| Acteur               | Personage            | Afleveringen |
| Martijn Nieuwerf     | Fred                 | 3            |
| Anna-Sophie Kummer   | Mandy                | 2            |
| Amy Homberg          | Kind op het kamp     | 2            |
| Oscar Aerts          | Leuke jongen         | 1            |
| Imanuelle Grives     | Talisha's zus        | 1            |
| Bert Luppes          | Autokerkhof eigenaar | 1            |
| Gijs Naber           | Presentator op feest | 1            |
| Juliette van Ardenne | Serveerster          | 1            |
| Tom van Kessel       | Tom                  | 1            |
| Aukje Bink           | Treinreiziger        | 1            |

## Dvd's
- Seizoen 1 (oktober 2011), dubbel-dvd omvat afleveringen 1 t/m 8